# Шульц, Вилли (офицер)
Ви́лли Шульц (нем. Willi Schulz; 1897 — 31 декабря 1944, Красногорск) — офицер люфтваффе, благодаря чувствам которого к еврейке Ильзе Штейн 30 марта 1943 года партизанским подпольем был организован побег 25 человек из Минского гетто.

## Предыстория побега
Вилли Шульц был капитаном люфтваффе. После полученного ранения в боях на Западном фронте был направлен в Минск, где был назначен руководителем интендантской службы.
Узники минского гетто возили торф в котельную подразделения люфтваффе, располагавшегося в здании Дома правительства БССР.
Летом 1942 года Шульц влюбился в 18-летнюю Ильзу Штейн из Франкфурта-на Майне, прибывшую в колонне немецких евреек, депортированных в минское гетто. С целью облегчить ей жизнь он способствовал назначению её бригадиром, а другую девушку — Лею Гутникович (по просьбе Ильзы) — её помощницей; снабжал девушек едой из офицерской столовой.
В личном деле капитана появляются такие записи: «Тайно слушал Московское радио»; «В январе 1943 г. сообщил трём евреям о готовящемся погроме и тем самым спас им жизнь».
Узнав, что на 28 июля 1942 года в гетто намечена очередная массовая расправа над евреями, Шульц, чтобы спасти Ильзу и других, задержал их в Доме правительства на три дня. Начальство не оставило без внимания этот поступок офицера, в его личном деле появилась запись: «Подозревается в связи с еврейкой И. Штейн».
Шульц предпринимал несколько попыток своими силами организовать побег Ильзы, но безрезультатно.
В связи с повышением Шульца должны были перевести на службу в другое место, и, чтобы остаться с девушкой, он решил дезертировать, взяв её с собой. По совету Леи Гутникович, которая была связана с партизанским подпольем, Шульц решил уйти к партизанам, но планировал побег лишь для себя, Ильзы и Гутникович — поскольку она знала русский язык.
Партизанским подпольем решено было использовать Шульца для организации побега из гетто большой группы, и был разработан план, по которому Шульц должен был достать грузовик и выписать путёвку на 25 человек, которые в качестве «рабочих» едут на станцию Руденск грузить цемент.

## Побег
30 марта 1943 года группе удалось совершить побег. В группу, помимо Шульца, вошло 25 человек из гетто: 12 женщин и 13 мужчин (в том числе Ильза, две её сестры 19 и 8 лет, Лея и её муж).
Выехав за территорию, машина поехала не к месту разгрузки вагонов, а в сторону леса. Когда шофер, юный фельдфебель, заподозрил неладное и попытался бежать, он был застрелен. В условленном месте за рекой Птичь беглецы были встречены партизанами отряда им. Сталина (Вторая Минская партизанская бригада).

## Дальнейшая судьба участников побега
Шульц сообщил партизанам о расположении немецких сил в районе Минска. В сентябре 1943 года Вилли и Ильзу самолётом переправили за линию фронта. Они два месяца прожили вместе в Малаховке под Москвой на даче НКВД. Затем Шульц был направлен в Центральную школу антифашистов (спецлагерь НКВД № 27) в Красногорске; имеются сведения, что его готовили к подпольной деятельности. 31 декабря 1944 года он скончался от менингита и был похоронен на северной окраине спецлагеря № 27.
Ильза, которая ждала ребёнка, была направлена в Биробиджан. Она родила мальчика, который вскоре умер. В дальнейшем работала закройщицей на швейной фабрике, вышла замуж и в 1953 году переехала в Ростов-на-Дону, где родила дочь. В августе 1985 года через письмо в газету смогла найти Лею Гутникович и встретиться с ней. В 1990 году вместе с дочерью побывала в Германии. Умерла 20 апреля 1993 года.
Согласно одним источникам, Ильза говорила, что всю жизнь любила Шульца. Однако в статье внука Ильзы Штейн приведены воспоминания дочери Ильзы — Ларисы, по словам которой, Ильза ненавидела Шульца, а всё, что она делала, было исключительно ради спасения жизни — её и сестер.
Среди спасённых были Анна и Семён Хазан. Некоторые участники побега вошли в состав партизанского отряда: Матвей Майзель и его жена Роня, Юлий Токарский и его жена Катя, Изя Брейтман.
Сёстры Ильзы Штейн не были переправлены в Москву, а остались в партизанском отряде. Старшая, воевавшая в отряде, погибла во время одной из операций. Младшую, Лизу, Ильза нашла в конце 1980-х в Астрахани.

## Побег в фильмах и книгах
Впервые подробно эта история была описана в документальной повести Давида Гая «Десятый круг» (Жизнь, борьба и гибель Минского гетто), вышедшей в Москве в издательстве «Советский писатель» в 1991 году.
В 1994 г. об истории Вилли Шульца и Ильзы Шульц (Штейн) в Германии был снят документальный фильм «Еврейка и капитан», реж. Ульф фон Мехов.
В 2012 году вышла книга Йоханнеса Винтера «Потерянная любовь Илзе Штайн. Депортация, гетто и спасение».
Художественные статьи:
- Михаил Нордштейн. Спасённые любовью. web.archive.org. Дата обращения: 1 июня 2014.
- Лев Израилевич. Счастливый жребий. proza.ru. Дата обращения: 13 июля 2025.

Похожая история описана в воспоминаниях С. А. Ваупшасова.